# Superman IV: The Quest for Peace (soundtrack)
Superman IV: The Quest for Peace is de originele soundtrack van John Williams en Alexander Courage voor de film Superman IV: The Quest for Peace uit 1987, geregisseerd door Sidney J. Furie.

## Achtergrond
De partituur werd bewerkt en gedirigeerd door Alexander Courage (naar muziek van John Williams). Williams componeerde drie nieuwe thema's voor Superman IV: The Quest for Peace, gekoppeld aan drie nieuwe personages. Courage bewerkte Williams' thema's voor de film en integreerde de drie nieuwe thema's met alle bestaande thema's van Superman. Hij leverde ook twee nieuwe thema's.
Courage voltooide een 100 minuten durende soundtrack voor een versie van Superman IV: The Quest for Peace die meer dan twee uur duurde. Vanwege negatieve reacties van het publiek op de preview werd de film ingekort tot 89 minuten. Door deze verkorting van de speelduur was veel van de muziek niet te horen en met name "Jeremy's Theme" was vrijwel niet te horen in de uiteindelijke versie. Hoewel er in 1987 een albumrelease voor Superman IV: The Quest for Peace stond gepland, werd deze afgebroken toen de film werd ingekort.
In 2008 bracht Film Score Monthly de 8-cd-box Superman: The Music (1978-1988) uit met de volledige muziek, inclusief Superman IV: The Quest for Peace die hiermee in première ging, zoals gecomponeerd voor de lange versie van de film. Ook alle nummers die Paul Fishman had geschreven voor de film waren opgenomen. De cursieve nummers zouden worden uitgebracht op het geannuleerde soundtrackalbum.
La-La Land Records bracht de complete soundtrack, met een identieke tracklist, in 2018 opnieuw uit als een aparte 2-cd-box.

## Tracklijst
| Nr. | Titel                                       | Duur |
| --- | ------------------------------------------- | ---- |
| 1.  | Fanfare / Space Saver                       | 1:48 |
| 2.  | Main Title / Back in Time                   | 5:40 |
| 3.  | Pow! / Good Morning                         | 2:45 |
| 4.  | Smoke the Yokes / Nefarious                 | 1:04 |
| 5.  | To Work / Train Stopper                     | 2:06 |
| 6.  | Someone Like You (Lacy's Theme)             | 3:17 |
| 7.  | Jeremy's Theme                              | 2:13 |
| 8.  | For Real / The Class                        | 1:43 |
| 9.  | Hair Raisers                                | 0:59 |
| 10. | Lacy / The Visit                            | 2:27 |
| 11. | First Nuclear Man                           | 5:24 |
| 12. | Nuke 1 Fight / Ashes                        | 3:45 |
| 13. | Headline                                    | 2:48 |
| 14. | Fresh Air                                   | 4:33 |
| 15. | United Nations / Net Man                    | 4:42 |
| 16. | Sunstroke / Enter Nuclear Man 2             | 5:25 |
| 17. | Flight To Earth / Introducing Nuclear Man 2 | 3:27 |
| 18. | Lacy (disco version)                        | 2:13 |
| 19. | Lacy's Place                                | 5:23 |
| 20. | Ear Ache / Confrontation / Tornado          | 8:09 |
| 21. | Volcano                                     | 2:18 |
| 22. | Statue of Liberty Fight                     | 3:44 |

| Nr. | Titel                                                               | Producer     | Duur |
| --- | ------------------------------------------------------------------- | ------------ | ---- |
| 1.  | Nuclear Man Theme                                                   |              | 2:48 |
| 2.  | Down With Flu                                                       |              | 3:12 |
| 3.  | Two-Faced Lex / Missile Buildup                                     |              | 1:39 |
| 4.  | Persuader / Awakened                                                |              | 3:13 |
| 5.  | Abducted / Mutual Distrust                                          |              | 4:43 |
| 6.  | Metropolis Fight / Lift to the Moon                                 |              | 3:36 |
| 7.  | Moon Fight / Goodbye Nuke                                           |              | 5:06 |
| 8.  | Come Uppance / Lifted / Quarried / Flying With Jeremy / End Credits |              | 9:34 |
| 9.  | Fresh Air (album version)                                           |              | 4:35 |
| 10. | Someone Like You (Lacy's Theme) (slow version)                      |              | 3:33 |
| 11. | Red Square Band                                                     |              | 0:52 |
| 12. | Superfly Guy                                                        | Phil Fishman | 4:11 |
| 13. | Headphone Heaven                                                    | Phil Fishman | 3:23 |
| 14. | Revolution Now                                                      | Phil Fishman | 4:26 |
| 15. | Saxy Sadie                                                          | Phil Fishman | 4:47 |
| 16. | Krypton Nights                                                      | Phil Fishman | 4:44 |
| 17. | Life's Too Dangerous                                                | Phil Fishman | 3:14 |
| 18. | Workout                                                             | Phil Fishman | 2:27 |
| 19. | Lois Love                                                           | Phil Fishman | 4:56 |